# Al Sims
Allan Eugene Sims (* 18. April 1953 in Toronto, Ontario) ist ein ehemaliger kanadischer Eishockeyspieler und -trainer, der zwischen 1973 und 1983 für die Boston Bruins, Hartford Whalers und Los Angeles Kings in der National Hockey League spielte. Während der Saison 1996/97 war er Cheftrainer der San Jose Sharks. Sein Sohn Tyler ist ebenfalls ein professioneller Eishockeyspieler.

## Karriere als Spieler
Sims, ein Verteidiger, spielte zunächst von 1971 bis 1973 bei den Cornwall Royals in der Quebec Major Junior Hockey League (QMJHL). In der Saison 1971/72 erreichte er mit dem Team das Finalturnier um den Memorial Cup, das die Royals gewannen. Im WHA Amateur Draft 1973 wurde Sims in der zweiten Runde an 16. Stelle von den New York Golden Blades ausgewählt. Sims war der erste Draft-Pick in der Franchise-Geschichte des neu gegründeten World-Hockey-Association-Teams. Zudem wählten ihn die Boston Bruins in der dritten Runde an 47. Position des NHL Amateur Drafts aus. Sims entschied sich letztendlich für die Bruins zu spielen. Die Spielzeiten 1973/74 und 1974/75 absolvierte er komplett bei den Bruins. Danach folgten vier Spielzeiten, die er sowohl in Boston als auch bei deren AHL-Farmteam, den Rochester Americans, verbrachte. Zur Saison 1979/80 wurde Sims im Expansion Draft von den Hartford Whalers ausgewählt, wo er in den zwei Spielzeiten, die er beim Team blieb, wieder zu einem Vollzeit-NHL-Profi avancierte. Danach wechselte Sims an die Westküste, wo ihn bei den Los Angeles Kings dasselbe Schicksal wie in Boston ereilte. Er verbrachte große Teile der zwei Spielzeiten in der AHL bei den New Haven Nighthawks und kam nur noch sporadisch in der NHL zum Einsatz. Nach zwei enttäuschenden Spielzeiten bei den Kings wechselte Sims zunächst in die Schweiz und danach nach Deutschland, wo er für den EV Landshut und den SC Preussen Berlin auflief. Zur Saison 1986/87 wechselte er für zwei Jahre in die British Hockey League (BHL), ehe er 1988 nach Nordamerika zurückkehrte. Sims spielte für ein Jahr bei den Fort Wayne Komets in der International Hockey League (IHL). Zudem war er Assistent des damaligen Trainers.

## Karriere als Trainer
1989 beendete Sims seine aktive Laufbahn und übernahm den Posten als Cheftrainer in Fort Wayne. Sims erreichte in den vier Spielzeiten als Cheftrainer der Komets viermal die Play-offs. 1992 scheiterte er mit dem Team erst im Finale und in seiner letzten Saison 1993/94 gewann er mit dem Team den Turner Cup. Danach nahm er einen Job als Assistenztrainer bei den Mighty Ducks of Anaheim an. Diese Position bekleidete er für drei Spielzeiten bis zum Ende der Saison 1995/96. Im folgenden Jahr nahmen ihn die San Jose Sharks als Cheftrainer unter Vertrag.
Sims konnte mit den Sharks aber nicht an die Erfolge, die er mit den Komets in der IHL hatte, anknüpfen und verlor den Posten mit einer Bilanz von 27 Siegen bei 47 Niederlagen und acht Unentschieden bereits wieder zum Ende der Saison. Von 1997 bis 2000 coachte Sims die Milwaukee Admirals in der American Hockey League (AHL). Es folgten erfolglose Engagements als Cheftrainer in der East Coast Hockey League und Central Hockey League. Zur Saison 2007/08 übernahm er erneut die Leitung der Fort Wayne Komets und führte die Mannschaft in den Spielzeiten 2007/08 bis 2009/10 drei Mal in Folge zum Gewinn des Turner Cup. Nach der Saison 2012/13 beendete Sims seine Trainerlaufbahn.

### NHL-Trainerstatistik
(Legende zur Trainerstatistik: Sp oder GC = Spiele insgesamt; W oder S = erzielte Siege; L oder N = erzielte Niederlagen; T oder U = erzielte Unentschieden; OTL oder OTN = erzielte Niederlagen nach Overtime oder Shootout; Pts oder Pkt = erzielte Punkte; Pts% oder Pkt% = Punktquote; Win% = Siegquote; Resultat = erreichte Runde in den Play-offs)

## Erfolge und Auszeichnungen
- 1972 Coupe-du-Président-Gewinn mit den Cornwall Royals
- 1972 Memorial-Cup-Gewinn mit den Cornwall Royals
- 1973 QMJHL First All-Star Team
- 1977 AHL Second All-Star Team
- 1983 AHL Second All-Star Team
- 1993 Turner-Cup-Gewinn mit den Fort Wayne Komets
- 1993 Commissioner’s Trophy
- 2008 Turner-Cup-Gewinn mit den Fort Wayne Komets
- 2009 Turner-Cup-Gewinn mit den Fort Wayne Komets
- 2010 Turner-Cup-Gewinn mit den Fort Wayne Komets